# Algonquinia inflata
Algonquinia inflata är en svampart som beskrevs av R.F. Castañeda & W.B. Kendr. 1991. Algonquinia inflata ingår i släktet Algonquinia, divisionen sporsäcksvampar och riket svampar.   Inga underarter finns listade i Catalogue of Life.